# Anna Anthropy
Anna Anthropy est une conceptrice de jeux vidéo américaine dont les travaux incluent Mighty Jill Off et Dys4ia. Elle est game designer en résidence à la DePaul University College of Computing and Digital Media. Elle est aussi l'auteure de jeux de rôles, de multiples publications (fanzines notamment) et de fictions interactives. Militante trans, elle est connue aussi sous les noms Dessgeega et Auntie Pixelate.

## Carrière

### La conception de jeu
En 2010, travaillant chez Koduco, une société de développement de jeux basée à San Francisco, Anthropy aide à développer le jeu Pong Vaders sur iPad,. En 2011, elle publie Lesbian Spider Queens of Mars, un hommage au jeu Wizard of Wor sorti en 1981 avec un thème queer et « quelques commentaires amusants sur la dynamique maître-esclave. ». En 2012, elle sort Dys4ia, un jeu autobiographique traitant de son expérience avec la thérapie de remplacement d'hormone qui « [permet] au joueur d'expérimenter une simulation ou une approximation de ce qu'elle a traversé. » Anthropy dit de ses jeux qu'ils explorent la relation entre le sadisme et la conception de jeu, et les vend comme un moyen de défier les attentes des joueurs à propos de ce que les développeurs devraient créer et comment les joueurs devraient être réprimandés pour leurs erreurs.

### Rise of the Videogame Zinesters
Le premier livre d'Anthropy, Rise of the Videogame Zinesters, est publié en 2012. Dans une interview au moment de sa sortie, Anthropy dit qu'elle promeut l'idée de « petites expériences personnelles intéressantes par des auteurs amateurs… Zinesters existe pour être une sorte d'ambassadeur de cette idée de ce que peuvent être les jeux vidéo ». Le livre traite également d'une analyse détaillée de la mécanique et des potentialités des jeux numériques. Elle y développe l'idée que les jeux sont comparables au théâtre plutôt qu'au cinéma et montre le rôle du hasard dans les jeux. Anthropy critique également ce qu'elle appelle l'industrie du jeu vidéo qui est gérée par des «élites» qui conçoivent des jeux vidéo remplis de stéréotypes et ne prenant pas de risques créatifs. Zinester souhaite que les consommateurs considèrent les jeux vidéo comme ayant une «valeur culturelle et artistique» semblable aux médias artistiques tels que les bandes dessinées. L'industrie du jeu vidéo dirigée par des «élites» ne permet pas à une diversité de voix, telles que les voix queer, de donner leur avis sur le développement et la conception des jeux et d'étouffer le processus de création. Comme Anthropy le dit, « Je dois faire un effort pour trouver un jeu sur une femme queer, pour trouver un jeu qui ressemble à ma propre expérience »

## Jeux
- Afternoon in the House of Secrets[11]
- And the Robot Horse You Rode In On[12]
- Calamity Annie
- Dys4ia[13]
- Encyclopedia Fuckme and the Case of the Vanishing Entree (en)
- Gay Cats Go to the Weird Weird Woods[14]
- The Hunt for the Gay Planet[15]
- Keep Me Occupied[16]
- Mighty Jill Off[17]
- Ohmygod Are You Alright[18]
- Police Bear[19]
- Pong Vaders (on iTunes)
- Queers in Love at the End of the World (en)[20]
- Redder[21]
- When Pigs Fly[22]